# Agualva-Cacém
Agualva-Cacém es una ciudad portuguesa situada en el municipio de Sintra y distrito de Lisboa.

## Organización territorial
La ciudad abarca dos de las freguesías de la ciudad de Sintra:
- Agualva e Mira-Sintra
- Cacém e São Marcos

## Historia
La ciudad de Agualva-Cacém es una de las dos localidades en el municipio de Sintra con dicha categoría (la otra es Queluz). Sigue siendo la cuarta ciudad más grande en el Área Metropolitana de Lisboa, (después de Lisboa, Sintra, Almada y Setúbal) y la décima ciudad más grande de Portugal (después de Lisboa, Oporto, Vila Nova de Gaia, Amadora, Braga, Coímbra, Almada, Funchal y Setúbal). 